# ألكسندر هليب
ألكسندر باولوفيتش هليب، من مواليد 1 مايو 1981 في مينسك في روسيا البيضاء، لاعب كرة قدم بيلاروسي.
بدأ مسيرته الكروية مع نادي بوريسوف في موسم 1999/2000، وشارك معهم في 24 مباراة وسجل 4 أهداف، وفي عام 2000 انتقل إلى نادي شتوتغارت الألماني، ولعب معهم حتى عام 2005، وشارك معهم في 137 وسجل 13 هدف، ومنذ عام 2005
وقد لعب مع نادي آرسنال الإنجليزي حتى نهايه موسم 2007/2008.
وقد انضم إلى برشلونة رسميا في يوم 16 يوليو 2008.
وأعير في موسم 2009/2010 إلى نادي شتوتغارت الألماني. ثم عاد لبرشلونة في 2010.
و قد بدأ باللعب مع منتخب روسيا البيضاء لكرة القدم في عام 2001.

## روابط خارجية
- ألكسندر هليب على موقع الاتحاد الدولي (مؤرشف)  (الإنجليزية)
- ألكسندر هليب على موقع الاتحاد الأوربي (الإنجليزية)
- ألكسندر هليب على موقع اتحاد تركيا (لاعب) (الإنجليزية)
- ألكسندر هليب على موقع قاعدة بيانات كرة القدم.إي يو (الإنجليزية)
- ألكسندر هليب على موقع بيانات كرة القدم. دي إي (الألمانية)
- ألكسندر هليب على موقع ناشيونال فوتبول تيمز (الإنجليزية)
- ألكسندر هليب على موقع Soccerbase.com (لاعب) (الإنجليزية)
- ألكسندر هليب على موقع Soccerway.com (الإنجليزية)
- ألكسندر هليب على موقع عالم كرة القدم.نت (الإنجليزية)
- ألكسندر هليب على موقع كووورة